# Out of Space
Out of Space је пети сингл британског бенда The Prodigy. Прво издање појавило се у облику 7" винил плоче у 9. новембра 1992. године.
Насловна нумера садржи семплове из реге класика I Chase the Devil, аутора Макса Ромеа (Max Romeo) и продуцента Ли Скреч Перија (Lee Scratch Perry).
Године 2005. бенд Audio Bullys издао је песму Out of Space у облику ремикса на синглу Voodoo People (Pendulum Remix)/Out of Space (Audio Bullys Remix) са компилације највећих хитова Their Law: The Singles 1990-2005.

## Списак песама

### 

#### 7" винил плоча
(4:17)

#### 12" винил плоча
1. (5:07)
2. (4:48)
3. (4:20)
4. (4:21)

#### сингл
1. (3:41)
2. (4:48)
3. (4:20)
4. (4:21)

### сингл
1. (3:41)
2. (4:48)
3. (6:25)
4. (5:44)
5. (4:20)
6. (4:22)